# Referendum federali in Svizzera del 2023
In Svizzera nel 2023 si sono tenuti tre referendum popolari il 18 giugno.

## Primo quesito
Il primo quesito riguardava la conferma del decreto federale del 16 dicembre 2022 concernente un’imposizione speciale dei grandi gruppi di imprese. Il decreto recepiva nella costituzione federale il progetto dell'OCSE e del G20 che prevedeva un'imposizione minima del 15% per i grandi gruppi di imprese attivi a livello internazionale con una cifra d'affari annua di almeno 750 milioni di euro. L'attuazione avveniva tramite l'introduzione di un'imposta integrativa per le grandi imprese che pagavano un'aliquota più bassa. Le nuove entrate derivanti dall'imposta sarebbero state destinate per il 75% ai Cantoni interessati e per il 25% alla Confederazione, garantendo così una perequazione che avrebbe garantito profitti anche ai Cantoni economicamente più deboli. 
Il Parlamento aveva approvato la legge, il Consiglio nazionale con 127 sì, 59 no e 10 astensioni e il Consiglio degli Stati con 38 sì, 2 no e 4 astensioni. Le maggiori opposizioni da parte della minoranza del Parlamento contraria al decreto riguardavano più che l'introduzione dell'imposta la distribuzione delle nuove entrate che alcuni ritenevano comunque sbilanciata a favore dei pochi Cantoni fiscalmente attrattivi in cui hanno sede quasi tutte le grandi imprese, non contrastando quindi abbastanza la concorrenza fiscale intercantonale. Trattandosi di una modifica costituzionale il decreto era sottoposto a referendum obbligatorio.

## Secondo quesito
Il secondo quesito riguardava la conferma della legge federale del 30 settembre 2022 sugli obiettivi in materia di protezione del clima, l’innovazione e il rafforzamento della sicurezza energetica. La legge proponeva una serie di misure con l'obiettivo di ridurre progressivamente il consumo di petrolio e gas naturale e di raggiungere la neutralità climatica entro il 2050. Le misure principali consistevano in una serie di incentivi per i proprietari immobiliari che sostituivano riscaldamenti a olio e a gas con riscaldamenti a legna o pompe di calore (più rispettosi del clima) e per le imprese che investivano in tecnologie innovative volte a ridurre le emissioni di gas serra. La legge inoltre obbligava la Confederazione e i Cantoni ad adottare misure per proteggere le persone e i beni materiali dagli effetti dei cambiamenti climatici come frane, alluvioni e siccità. La legge era un controprogetto indiretto ad una iniziativa popolare per i ghiacciai ma a differenza di quest'ultima non introduceva divieti tassativi sull'utilizzo del petrolio e del gas naturale né nuove tasse.
Il Parlamento aveva approvato la legge, il Consiglio nazionale con 139 sì, 51 no e 2 astensioni e il Consiglio degli Stati con 38 sì, 4 no e 3 astensioni. Contro la legge era stato chiesto un referendum da parte di un comitato sostenuto da partiti di centrodestra, che sosteneva che la legge avrebbe incrementato massicciamente il fabbisogno di elettricità in Svizzera aggravando il problema della penuria di elettricità e comportando un forte aumento dei prezzi della corrente elettrica già elevati.

## Terzo quesito
Il terzo quesito riguardava la conferma della modifica del 16 dicembre 2022 della legge federale sulle basi legali delle ordinanze del Consiglio federale volte a far fronte all’epidemia di COVID-19 (Legge COVID-19). La modifica di legge prorogava fino a fine giugno 2024 alcune misure di contrasto alla pandemia di COVID-19 come la possibilità di importare e impiegare medicamenti anti-COVID anche se non ancora omologati in Svizzera, la possibilità di rilasciare certificati COVID (green pass) nel caso avessero dovuto essere nuovamente richiesti da Paesi esteri per recarvisi e la possibilità di obbligare i datori di lavoro a proteggere le persone particolarmente a rischio, consentendo loro di lavorare da casa.
Il Parlamento aveva approvato la proroga, il Consiglio nazionale con 140 sì, 50 no e 6 astensioni e il Consiglio degli Stati con 39 sì, 1 no e 4 astensioni. Contro la legge era stato chiesto un referendum da parte di un comitato sostenuto tra gli altri da gruppi antivaccinisti, che sosteneva che la proroga fosse inutile e dannosa e che avrebbe permesso di reintrodurre in qualsiasi momento misure che definivano discriminatorie come il green pass.

## Risultati
| Titolo sintetico                   | Sì        | Sì   | No      | No   | Nulli  | Totale    | Iscritti  | Affluenza | Cantoni a favore | Cantoni a favore | Cantoni contro | Cantoni contro | Risultato |
| Titolo sintetico                   | Voti      | %    | Voti    | %    | Nulli  | Totale    | Iscritti  | Affluenza | Pieni            | Mezzi            | Pieni          | Mezzi          | Risultato |
| ---------------------------------- | --------- | ---- | ------- | ---- | ------ | --------- | --------- | --------- | ---------------- | ---------------- | -------------- | -------------- | --------- |
| Attuazione imposizione minima OCSE | 1.803.309 | 78,5 | 495.239 | 21,5 | 60.075 | 2.358.623 | 5.567.120 | 42,37%    | 20               | 6                | 0              | 0              | Approvato |
| Legge sul clima e sull’innovazione | 1.380.974 | 59,1 | 957.077 | 40,9 | 30.085 | 2.368.136 | 5.567.120 | 42,54%    | -                | -                | -              | -              | Approvato |
| Modifica legge COVID-19            | 1.438.216 | 61,9 | 883.778 | 38,1 | 43.160 | 2.365.154 | 5.567.120 | 42,48%    | -                | -                | -              | -              | Approvato |